# Hentai

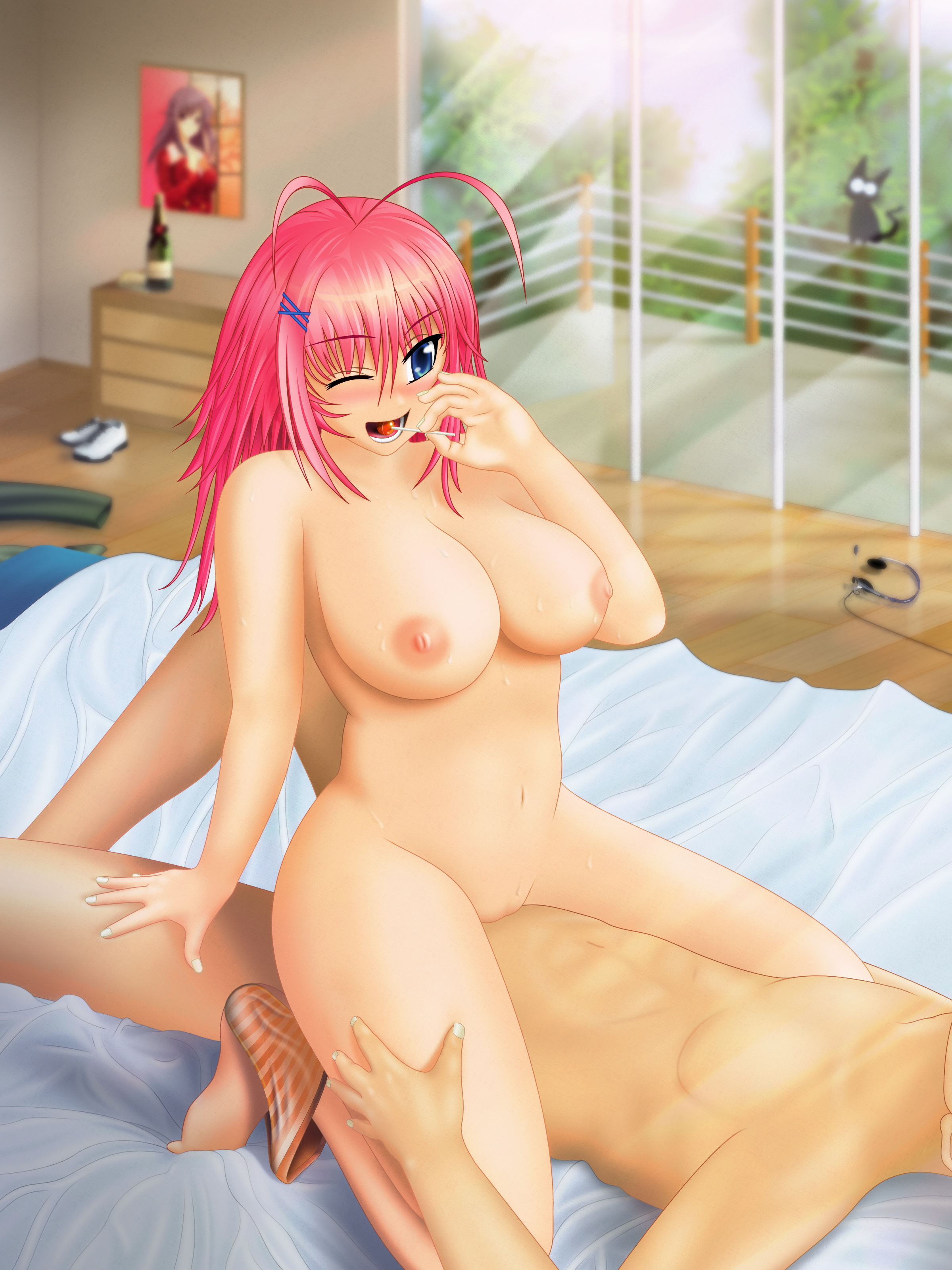
Egy hentai illusztráció

A hentai (変態 vagy へんたい)  kimondva japán szó, eredeti értelme szerint perverzet jelent. A kifejezést az anime, manga és videójáték műfaji megjelölésére használják, ha tartalmaz pornográf elemet.
A nyugati világ pornófilmjeivel ellentétben a hentai lehet egy izgalmas, érzelmekkel teli történet is, de végső célja, hogy szexuális jeleneteket tartalmazzon. Sikerét annak is köszönheti, hogy olyasmiket is bele lehet szőni, ami egy filmben szinte kivitelezhetetlen. A készítők célja sokszor a néző megdöbbentése, vad, fantázia szülte jelenetekkel, eszközök és extrém szituációk teljes arzenáljával. A pornográf jellegét finomítja, hogy rajzfilmfigurák szerepelnek benne.
A hentai kifejezést gyakran használják olyan rajzolt vagy animált pornográf képre, filmekre is, amelyek nem animék vagy mangák. Ez általában olyan esetekben fordul elő, mikor a képen egy már létező rajzfilmfigura található, így például Disney-rajzfilmek szereplői.
Megszokott, hogy a főszereplő teljesen átlagos embernek tűnik, sőt sokszor szégyenlős, s egy férfi/nő parancsára vagy saját testét izgatva tesz meg extrém dolgokat. Ebbe bármi belefér, ami kizökkenti a nézőt. Az alkotók gyakran fókuszálják történeteiket szexuális fétisekre.

## A leggyakoribb fétisek
- BDSM vagy bondage: kikötözés és szado-mazo szex
- Tentacle szex: csápos fantázia szörnyekkel, növényekkel való közösülés vagy erőszak (egy mangákat alkotó művész nyilatkozata szerint részben a nemi szervek ábrázolását tiltó cenzúra kijátszása volt az egyik indíték)[1]
- Futanari: férfi nemi szervvel rendelkező nők (ezt még DG-nek – Dick Girl – is szokták nevezni, általában izgatásra a csiklójuk merevedik pénisszé)
- Ero guro: vér, erőszak és halál.
- Incest: közeli rokonokkal való közösülés.
- Sótacon: kamasz- vagy gyermekkorú fiúk rávétele, hogy közösüljenek más fiúkkal vagy férfiakkal és lányokkal.
- Lolicon: (ロリコン) a „Lolita Complex” kifejezés japán rövidítése, pubertáskor előtti lányok szexuális helyzetben való ábrázolása.

## A hentai típusai
A hentait hagyományosan két típusra lehet bontani, a heteroszexuálisra és a homoszexuálisra (ezek nem feltétlen homoszexuálisoknak készülnek). A homoszexuális szereplőkkel bíró animék további két részre bonthatók a jurira és a jaoira.
A jaoi (やおい; Hepburn: yaoi) a férfiak közötti szexuális kapcsolatot ábrázolja, teljesen kendőzetlenül. A szó a "Jama nasi, Ocsi nasi, Imi nasi" kifejezésből származik, melynek jelentése "Se tetőpont, se lényeg, se értelem". Általában nők készítik, ezzel kifejezve a szexualitásuk szabadságát. A jaoit alkotó művészek sértőnek találják, ha alkotásukat keverik a melegséggel, és élesen elhatárolódnak a sónen-aitól – fiúszerelmet, inkább fiúk közötti ártalmatlan románcként ábrázoló animéktől, mangáktól.
A juri (百合; Hepburn: yuri) ezzel ellentétben a nők közötti romantikus viszonyt hivatott ábrázolni. A hiedelmekkel ellentétben a juri mangákban és animékben ritka a szex, a hangsúly az érzelmeken, a történeten, a karaktereken van (mivel nőknek készül), sokszor csak erotikus utalásokkal találkozunk. Bár a fogalom igen tág, és a műfaj tartalma széles skálán mozog, de nem összekeverendő a sódzso-aijal (bár elég keskeny a határ mely e kettőt elválasztja, Japánban nem is ismerik a juri fogalmát).
Meg kell még említeni a dódzsinsit (同人誌; Hepburn: dōjinshi), amely általában kezdő rajzolók által rajzolt manga. Ezek nagy része tartalmaz pornográf elemeket, főként sikeres manga- és animeszereplők szerepeltetésével. Néha maguk az alkotók is készítenek ilyet, saját manga- és animeszereplőikkel.
Ezen kívül létezik még az eccsi (エッチ; Hepburn: ecchi). A szó konkrét jelentése „illetlen”, „buja”. Anime és manga fogalomkörben olyan művek jelzője, melyek enyhe, általában humoros körítésű szexuális helyzeteket, utalásokat tartalmaznak.
A Hentai (japánul: ヘンタイ) a japán pornográf anime és manga stílusa . Az anime és manga mellett a hentai művek számos médiában léteznek, beleértve a műalkotásokat és a videojátékokat (közismert nevén eroge ).
A hentai fejlődését a japán kulturális és történelmi attitűdök befolyásolták a szexualitás iránt . A gyakran saját kiadású Hentai-művek a doujin- művek, köztük a doujinshi piacának jelentős részét alkotják . Számos alműfaj létezik, amelyek különféle szexuális aktusokat és kapcsolatokat, valamint újszerű fétiseket ábrázolnak .

## Terminológia
Szexuális kontextusban a hentai a „ perverzió ” vagy „abnormalitás” további jelentését hordozza , különösen, ha melléknévként használjuk; hentai seiyoku (変態性欲) kifejezés rövidített formája, ami "szexuális perverziót" jelent. A karakteres tyúk a furcsaság, mint sajátosság védjegye – nem tartalmaz kifejezett szexuális utalást. Míg a kifejezés használata kiterjedt egy sor publikációra, beleértve a homoszexuális publikációkat is, azonban továbbra is elsősorban heteroszexuális kifejezés, mivel a homoszexualitást jelző kifejezések idegen szavakként kerültek Japánba. A japán pornográf alkotásokat gyakran egyszerűen 18-kin ( 18禁, '18 éves korig tiltott') címkével látják el , ami azt jelenti, hogy "18 éves kor alattiak számára tilos", és seijin mangát (成人漫画, " felnőtt manga") . A kevésbé hivatalos kifejezések közé tartozik az ero anime (エロアニメ) , az ero manga (エロ漫画) és az angol inicializmus AV ("felnőtt videó"). A hentai kifejezés használata nem határoz meg műfajt Japánban.
A Hentai definíciója másképp történik az angolban. Az Oxford Dictionary Online úgy definiálja, mint "a japán manga és anime műfajok egyik alműfaja, amelyet nyíltan szexualizált karakterek és szexuálisan nyílt képek és cselekmények jellemeznek". A szó eredete az angolban ismeretlen, de az AnimeNation John Oppligerje az 1990-es évek elejére mutat rá, amikor megjelent egy Dirty Pair erotikus doujinshi (saját kiadású mű) H-Bomb címmel, és amikor sok webhely eladta a hozzáférést. a japán erotikus vizuális regényekből és játékokból kiválogatott képekhez. A kifejezés legkorábbi angol használata a rec.arts.anime táblákra nyúlik vissza; egy 1990-es poszttal a Happosai of Ranma ½- ről , és a jelentésről szóló első tárgyalást 1991-ben. A rec.arts.anime táblákon egy 1995-ös szószedet utalt a japán használatára és a hentai fejlődő definíciójára: " perverz" vagy "perverz szex". Az 1997-ben megjelent Anime Movie Guide az " ecchi " -t (エッチ, etchi ) a hentai kezdeti hangjaként határozza meg (azaz a H betű neve , ahogyan japánul ejtik); benne volt, hogy az ecchi "enyhébb, mint a hentai". Egy évvel később műfajként határozták meg a Good Vibrations Guide to Sex című könyvében. 2000 elején a "hentai" az internet 41. legnépszerűbb keresőkifejezéseként szerepelt, míg az "anime" a 99. helyen szerepelt. A forrásmegjelölést visszamenőleg alkalmazták olyan művekre, mint az Urotsukidōji , a La Blue Girl és a Cool Devices . Az Urotsukidōjit korábban olyan kifejezésekkel írták le, mint a "Japornimation", és az " erotikus groteszk ", mielőtt hentaiként azonosították. 
|                           | A "Hentai" kifejezés fejlesztése |
| ------------------------- | --- |
| Meiji-korszak (1868-1912) | Hisztéria |
| 1917-es évek              | Rendellenes szexuális vágy. |
| 1920-1930-as évek         | Perverz szexualitás. A homoszexuális kapcsolatokkal kapcsolatos témák.                                                                              |
| 1940-1950-es évek         | Hentai seiyoku vagy "elvetemült vágyak". A homoszexuális kapcsolatok továbbra is kiemelt téma.                                                      |
| 1960-as évek              | A kifejezés egyre inkább heteroszexualizálódik. Az "ecchi/etchi" szó először jelenik meg.                                                           |
| 1970-es évek és utána     | Fejlődés angol kölcsönszóvá, saját jelentéssel, egy adott pornográf műfajra utalva.                                                                 |
| 2000-es évek              | Japánban a férfiak heteroszexuális perverziójára utal, nem pedig a szexuális gyakorlatok és identitások széles körére. A rajzfilm műfajára is utal. |

## Etimológia
変態( hentai ; shinjitai ; (hallgatⓘ )a 變態(klasszikus kínai, továbbákyūjitaiszóból származika klasszikus kínaitanúsítanak.Verbális frázisként funkcionált a két komponens morfémájából,amelyekjelentése"változtatni" ésfeltétel", tehát "állapotból a másikba".a korai közép-japánés a későbbi szövegektanúsítják
A kínai nyelvben a 變elsősorban „megváltoztatni” ige, másodsorban pedig „zavaros esemény” jelentésű főnév, a japánban azonban egy „furcsa” jelentésű melléknévi főnévre is kiterjesztették. Ez azt eredményezte, hogy a 變態„furcsa állapotot”, így „rendellenességet” jelentő főnévi kifejezéssé vált a modern japán és kínai ] eredeti „más állapotba váltása” helyett. publikációk, különösen pszichológia és fiziológia. Ennek a jelentésnek a pszichológiai alkalmazása megtalálható a変態性欲( hentai seiyoku lit. " rendellenes szexuális vágy " 変態-re rövidült .  
Egy másik jelentést, a „ metamorfózist ”, amely az eredetihez hasonlítja, először a Japán Rovartani Társaság vette át , és újra bevezette a kínai, koreai és vietnami nyelvbe. Ezt a jelentést használja a Perfect Blue: Complete Metamorphosis című könnyűregény angol fordítása , bár nem közvetlenül entomológiai, és utalhat a mű félszexuális részeire is.
Érdemes megjegyezni, hogy a 変態-t tovább rövidítik H- ra ( etchi ), a romanizálás első betűjére. Mind a hentai , mind az etchi (vagy angol nyelven ecchi ) a szexuális perverzióra/devianciára, vagy az ezzel járó emberekre, valamint a smukra utal. A szexuális perverzióval vádolt személyt becsmérlően hentainak nevezhetjük , míg egy filmben, tévéműsorban vagy erotikus játékban szereplő szexjelenetet Hシーン( etchi shīn lit. ' H-jelenet ' ) neveznek. A japán kontextuson kívüli megkülönböztetés a "hardcore" hentai és a "softcore" etchi között teljesen mesterséges.  
A hentai szó története a tudományból és a pszichológiából ered. A Meiji-korszak közepén a kifejezés megjelent a publikációkban szokatlan vagy rendellenes tulajdonságok leírására, beleértve a paranormális képességeket és pszichológiai rendellenességeket. Richard von Krafft-Ebing német szexológus Psychopathia Sexualis című szövegének fordítása hozta létre a hentai seiyoku fogalmát , mint "perverz vagy abnormális szexuális vágyat", bár a pszichológián kívül népszerűsítették, mint pl. Mori Ōgai 1909-es Vita Sexualis című regénye.  A hentai seiyoku iránti folyamatos érdeklődés számos szexuális tanácsokkal foglalkozó folyóiratot és publikációt eredményezett, amelyek a közvéleményben terjedtek, és a hentai perverz szexuális konnotációjának megállapítására szolgáltak. Bármilyen perverz vagy abnormális cselekedet lehet hentai, mint például a shindzsu (szerelmi öngyilkosság) elkövetése. Nakamura Kokyo Abnormal Psychology című folyóirata indította el a népszerű szexológia fellendülését Japánban, amely más népszerű folyóiratok, például a Szexualitás és a Human Nature , a Sex Research és a Sex felemelkedését eredményezte. Eredetileg Tanaka Kogai cikkeket írt az Abnormal Psychology számára , de ez lett volna Tanaka saját folyóirata, a Modern Sexuality , amely az erotikus és neurotikus megnyilvánulások egyik legnépszerűbb információs forrásává vált. A modern szexualitást azért hozták létre, hogy a fetisizmust , az S&M-et és a nekrofíliát a modern élet egyik aspektusaként támogassák. Az ero guro mozgalom és a perverz, abnormális és gyakran erotikus felhangok ábrázolása válasz volt a hentai seiyoku iránti érdeklődésre .
A második világháborút követően Japán új érdeklődést mutatott a szexualizáció és a nyilvános szexualitás iránt. Mark McLelland azt a megfigyelést fejti ki, hogy a hentai kifejezés "H"-ra rövidült, az angol kiejtése pedig " etchi ", ami a szemérmességre utal, és amely nem hordozza az abnormalitás vagy a perverzió erősebb jelentését. Az 1950-es évekre a "hentai seiyoku" kiadványok saját műfajukká váltak, és fétis és homoszexuális témákat is tartalmaztak. Az 1960-as évekre a homoszexuális tartalmat felhagyták olyan témákkal, mint a szadomazochizmus és a férfi olvasóknak szánt leszbikus történetek. Az 1960-as évek vége szexuális forradalmat hozott, amely kiterjesztette és megszilárdította a kifejezés identitásának normalizálását Japánban, amely ma is létezik olyan kiadványok révén, mint Bessatsu Takarajima Hentai - san ga iku sorozata.

## Történelem
Ha a hentai-t bármilyen erotikus ábrázolásként használják , ezeknek az ábrázolásoknak a története a médiájukra oszlik. A japán műalkotások és képregények a hentai anyagok első példái, amelyek az ikonikus stílust az Azuma Hideo Cybele [ ja ] című művének 1979-es megjelenése után képviselték. Hentai először az 1932-es Suzumi-bune című filmben jelent meg animációban. ja ] Hakusan Kimura [ ja ] , amelyet félkész állapotban foglalt le a rendőrség. A film maradványait a 21. század elején a Nemzeti Filmközpontnak adományozták. A filmet soha nem nézte meg a nyilvánosság. Lolita Anime 1984-es megjelenése volt az első hentai, amely általános kiadást kapott, figyelmen kívül hagyva az 1969-es Ezeregy arab éjszaka erotikus és szexuális ábrázolásait, valamint az 1970-es évek Cleopatra című filmjében a csupasz mellű Kleopátrát . Az erotikus játékok, a vita másik területe, az 1985-ös Tenshitachi no Gogo című filmben mutatkozott be először szexuális aktusokat ábrázoló művészeti stílus . E médiumok mindegyikében a fogalom tág meghatározása és használata megnehezíti a történeti vizsgálatot.

### Az erotikus manga eredete
A szex és a rendellenes szex ábrázolásai korszakokon keresztül vezethetők vissza, a "hentai" kifejezést megelőzően. A Shunga , az erotikus művészet japán kifejezése a Heian-korszak óta létezik valamilyen formában . A 16. és a 19. század között a sógunátus elnyomta a shunga műveket. Jól ismert példa Hokusai A halászfeleség álma , amely egy nőt ábrázol , akit két polip stimulál. A Shunga gyártása a 19. század végén a pornográf fényképek bevezetésével esett vissza.
Az erotikus manga meghatározásához szükség van a manga meghatározására. Míg a Hokusai Manga a "manga" kifejezést használja a címében, nem ábrázolja a modern mangákban megszokott történetmesélést, mivel a képek nem kapcsolódnak egymáshoz. A 19. és 20. századi pornográf fényképek hatására a manga alkotásokat valósághű karakterek ábrázolták. Osamu Tezuka segített meghatározni a manga modern megjelenését és formáját, majd később a "manga istenének" kiáltották ki. Debütáló műve, a New Treasure Island 1947-ben jelent meg képregényként az Ikuei Kiadónál, és több mint 400 000 példányban kelt el, Astro Boy , Metropolis és Jungle Emperor mangáinak népszerűsége volt az, ami jöjjön meghatározni a médiát. Ez a történetvezérelt mangastílus kifejezetten egyedi az olyan képregényektől, mint a Sazae-san , és a történetvezérelt alkotások uralták a shōjo és a shōnen magazinokat.
A mangákban a felnőtteknek szóló témák az 1940-es évek óta léteznek, de ezek némelyike valósághűbb volt, mint a Tezuka által népszerűsített rajzfilm-aranyos karakterek. 1973-ban a Manga Bestseller (később Manga Erotopia néven ismert ), amely az első Japánban kiadott hentai manga magazin volt, felelős egy új, ero-gekiga néven ismert műfaj létrehozásáért , ahol a gekigát vették. a szexuális és erőszakos tartalom felerősödött. További jól ismert " ero-gekiga " magazinok voltak az Erogenica (1975) és az Alice (1977). ero-gekiga magazinok példányszáma 1978-ban érte el a csúcsot, és úgy vélik, hogy évente nyolcvan és száz különböző ero-gekiga magazin jelent meg.
Az 1980-as években az ero-gekiga hanyatlása a lolicon és a bishōjo magazinok növekvő népszerűsége javára vált, amelyek az otaku rajongói kultúrából nőttek ki. Az elmélet szerint az ero-gekiga hanyatlása annak tudható be, hogy a baby boomer olvasóközönség elkezdett saját családot alapítani, valamint átvándoroltak a seinen magazinokhoz, például a Weekly Young Magazine- hoz , és amikor a szexuális anyagokról volt szó, az olvasóközönséget ellopták. mélynyomó és pornográf magazinok által . A japán pornográf képregények stílusának határozott eltolódása a valósághűtől a rajzfilmszerű karakterek felé Hideo Azuma , "The Father of Lolicon " akkreditációja. 1979-ben megírta a Cybele-t [ ja ] , amely az első szexuális aktust ábrázolta aranyos, irreális Tezuka-stílusú karakterek között. Ezzel egy pornográf manga mozgalom indulna el. Az 1980-as évek lolicon fellendülése során olyan magazinok jelentek meg, mint például a Lemon People és a Petit Apple Pie antológiák . Ahogy az 1980-as évek közepén a lolicon boom alábbhagyott, a női karakterek domináns ábrázolási formája a "babaarcú és nagy mellű" nőkké vált. A népszerűség eltolódása a loliconról a bishōjo -ra Naoki Yamamoto nevéhez fűződik (aki Tō Moriyama néven írt). Moriyama mangájának olyan stílusa volt, amilyenre akkoriban még nem volt példa, és eltért az ero-gekiga és a lolicon stílusoktól, és a bishōjo mintákat használta alapul az építkezéshez. Moriyama könyvei megjelenéskor jól fogytak, így még több rajongót szereztek a műfajnak. Ezek az új művészek ezután olyan magazinokba írnak, mint a Monthly Penguin Club Magazine (1986) és a Manga Hot Milk (1986), amelyek népszerűvé válnak az olvasóközönség körében, új rajongókat vonzva.
Az erotikus anyagok megjelenése az Egyesült Államokban legalább 1990-re vezethető vissza, amikor az IANVS Publications kinyomtatta első Anime Shower Special című kiadványát. 1994 márciusában az Antarctic Press kiadta a Bondage Fairies-t , az Insect Hunter angol fordítását , egy "rovarrapé"-mangát, amely népszerűvé vált az amerikai piacon, míg Japánban láthatóan rosszul sikerült. Ez idő alatt az egyetlen amerikai kiadó, amely a hentai-t fordította és publikálta, a Fantagraphics volt felnőtt képregényükön, az Eros Comixon, amelyet 1990 körül hoztak létre.

### Az erotikus anime eredete
Mivel kevesebb az animációs produkció, a legtöbb erotikus alkotás visszamenőleg hentai néven van megjelölve a kifejezés angol nyelvű megalkotása óta. [ pontosítás szükséges ] [ idézet szükséges ] A hentai meghatározása általában túlzott meztelenségből és megnyilvánuló szexuális kapcsolatból áll, függetlenül attól, hogy az perverz vagy sem. Az " ecchi " kifejezés jellemzően a rajongói szolgálatra vonatkozik , nem ábrázolva szexuális kapcsolatot.
A legkorábbi pornográf anime a Suzumi-bune [ ja ] volt , amelyet 1932-ben Hakusan Kimura [ ja ] készített . Ez egy kéttekercses film első része volt, ami félig kész volt, mielőtt a rendőrség lefoglalta volna. A film maradványait a 21. század elején a Nemzeti Filmközpontnak adományozta a tokiói rendőrség, akik eltávolítottak minden náluk lévő ezüst-nitrát fóliát, mivel az rendkívül gyúlékony. A filmet soha nem nézte meg a nyilvánosság.
Két korai mű elkerüli, hogy hentaiként határozzák meg, de erotikus témákat tartalmaznak. Ez valószínűleg annak köszönhető, hogy a művek homályosak és ismeretlenek, az Egyesült Államokba érkeztek, és teljes 20 évvel azelőtt elhalványultak a nyilvánosság elől, hogy az import és a növekvő érdeklődés megalkotta az amerikanizált hentai kifejezést . Az első az 1969-es Ezeregy arab éjszaka című film , amely hűen tartalmazza az eredeti történet erotikus elemeit. 1970-ben a Kleopátra: A szex királynője volt az első animációs film, amely X besorolást kapott , de az Egyesült Államokban rosszul címkézték erotikaként.
A Lolita Anime sorozatot általában az első erotikus animeként és eredeti videoanimációként (OVA) azonosítják ; 1984-ben adta ki a Wonder Kids. A hat epizódot tartalmazó sorozat a kiskorúak szexére és a nemi erőszakra összpontosított, és tartalmazott egy BDSM köteléket tartalmazó epizódot. Válaszul több alsorozat is megjelent, köztük a Nikkatsu által kiadott második Lolita Anime sorozat . Az eredeti kiadáson kívül hivatalosan nem engedélyezték vagy terjesztették.
A Cream Lemon alkotások franchise-ja 1984-től 2005-ig futott, és többen különböző formában kerültek be az amerikai piacra. Az Excalibur Films által kiadott Brothers Grime sorozat már 1986-ban Cream Lemon alkotásokat tartalmazott Ezeket azonban nem animeként számlázták, és ugyanabban az időben mutatták be, amikor megkezdődött az erotikus alkotások első földalatti terjesztése.
A licencelt erotikus animék amerikai kiadásával először 1991-ben próbálkozott a Central Park Media , az I Give My All című filmmel , de ez soha nem történt meg. 1992 decemberében a Devil Hunter Yohko volt az első risque ( ecchi ) cím, amelyet az AD Vision adott ki . Bár nem tartalmaz szexuális kapcsolatot, az ecchi kategória határait feszegeti szexuális párbeszéddel, meztelenséggel és egy jelenettel, amelyben a hősnőt megerőszakolják.
Ez volt a Central Park Media 1993-as Urotsukidōji bemutatója, amely elhozta az első hentai filmet az amerikai nézőknek. Gyakran hivatkoznak a csápos nemi erőszak alműfaj feltalálására , és az erőszak és a szörnyszex szélsőséges ábrázolását tartalmazza. Mint ilyen, elismert, hogy ez az első, amely csápos szexet ábrázol a képernyőn. Amikor a filmet az Egyesült Államokban mutatták be, úgy írták le, hogy "elöntött a perverz szex és az ultraerőszak grafikus jelenetei".
Ezt a kiadást követően rengeteg pornográf tartalom kezdett megérkezni az Egyesült Államokba, és olyan cégek, mint az AD Vision, a Central Park Media és a Media Blasters különböző kiadók alatt adtak ki licencelt címeket. Az AD Vision kiadója, a SoftCel Pictures csak 1995-ben 19 címet adott ki. Egy másik kiadó, a Critical Mass 1996-ban jött létre, hogy kiadja a Violence Jack szerkesztetlen kiadását . Amikor az AD Vision hentai kiadója, a SoftCel Pictures 2005-ben bezárt, a legtöbb címét a Critical Mass megvásárolta. A Central Park Media 2009-es csődjét követően az összes Anime 18-hoz kapcsolódó termék és film licence átkerült a Critical céghez. szentmise

### Az erotikus játékok eredete
Az eroge (erotikus játék) szó szó szerint meghatároz minden erotikus játékot, de az anime és manga művészi stílusát ábrázoló videojátékok szinonimájává vált. Az eroge eredete az 1980-as évek elején kezdődött, miközben a japán számítástechnikai ipar egy számítógép-szabvány meghatározásával küzdött, miközben olyan gyártók versenyeztek egymással, mint a NEC , a Sharp és a Fujitsu . A PC98 sorozat, annak ellenére, hogy hiányzott a feldolgozási teljesítmény, a CD-meghajtók és a korlátozott grafika, uralni kezdte a piacot, és az eroge játékok népszerűsége hozzájárult sikeréhez.
Az „erotikus játék” fogalmának homályos meghatározása miatt az első eroge több lehetséges jelöltje is van . Ha a meghatározás felnőtt témákra vonatkozik, akkor az első játék a Softporn Adventure volt . Amerikában 1981-ben jelent meg az Apple II számára, ez az On-Line Systems szöveges vígjátéka volt . Ha az eroge a japán felnőtt témák első grafikus ábrázolásaként definiálható, akkor Koei 1982-es Night Life című kiadása lenne . A szexuális kapcsolatot egyszerű grafikus körvonalakkal ábrázolják. Nevezetesen, hogy az Éjszakai életet nem annyira erotikusnak szánták, mint inkább „házasélet támogatására” szóló útmutatónak. Már 1983-ban megjelentek "vetkőzős" játékok sorozata, mint például a "Strip Mahjong". Az első anime stílusú erotikus játék a Tenshitachi no Gogo volt , amelyet 1985-ben adott ki a JAST . 1988-ban az ASCII kiadta az első erotikus szerepjátékot , a Chaos Angelt. 1989-ben az AliceSoft kiadta a körökre osztott Rance szerepjátékot, az ELF pedig a Dragon Knightot .
Az 1980-as évek végén az eroge stagnálni kezdett a magas árak és az érdektelen cselekményeket és az esztelen szexet tartalmazó játékok többsége miatt. Dōkyūsei kiadása a vásárlók eroge miatti frusztrációjának növekedésével jött létre, és új játékfajtát szült, a társkereső simeket . A Dōkyūsei egyedülálló volt, mert nem volt meghatározott cselekménye, és megkövetelte a játékostól, hogy kapcsolatot építsen ki különböző lányokkal a történet előrehaladása érdekében. Minden lánynak megvolt a saját története, de a kapcsolat kiteljesedésének kilátása megkívánta, hogy a lány megszeresse a játékost; nem volt könnyű szex.
A " vizuális regény " kifejezés homályos, a japán és az angol definíciók szerint a műfajt az interaktív fikciós játékok közé sorolják, amelyeket a narráció és a játékosok korlátozott interakciója vezérel. Míg a kifejezést gyakran visszamenőlegesen alkalmazzák sok játékra, a Leaf volt az, amely a "Leaf Visual Novel Series" (LVNS) és a Shizuku és a Kizuato 1996-os kiadásával alkotta meg a kifejezést .  E két dark eroge játék sikerét követné az LVNS harmadik és egyben utolsó része, az 1997-es romantikus eroge To Heart. Az Eroge vizuális regényei új érzelmi fordulatot vettek a Tactics 1998- as One: Kagayaku Kisetsu e című kiadásával. Key 1999-es Kanon kiadása nagy sikernek bizonyult, és számos konzolporttal, két manga- és két anime-sorozattal fog rendelkezni.

## Cenzúra
Lásd még: Cenzúra Japánban és pornográf törvények régiónként
A japán törvények a Meidzsi-restauráció óta hatással vannak az alkotások ábrázolására , de ezek megelőzték a hentai anyagok általános meghatározását. A japán büntető törvénykönyv 175. cikke, amióta 1907-ben jogerőre emelkedett, tiltja az obszcén anyagok közzétételét. Pontosabban, a férfi-női nemi érintkezés és a szeméremszőrzet ábrázolása obszcénnek számít, de a csupasz nemi szerv nem az. [ idézet szükséges ] Mivel a publikált művekhez cenzúra szükséges, a leggyakoribb ábrázolások az elmosódó pontok a pornográf videókon és a „sávok” vagy „fények” az állóképeken. 1986-ban Toshio Maeda a csápos szex létrehozásával igyekezett túllépni a cenzúrán a szexuális aktusok ábrázolásán. Ez ahhoz vezetett, hogy sok olyan alkotás született, amelyek szörnyekkel, démonokkal, robotokkal és földönkívüliekkel való érintkezést tartalmaztak, akiknek a nemi szerve eltér a férfiakétól. Míg a nyugati nézetek hentai-t tulajdonítanak minden explicit munkának, ennek a cenzúrának a termékei voltak nemcsak az első legálisan Amerikába és Európába importált címek, hanem az első sikeresek is. Míg az Egyesült Királyságban nem volt szabad az amerikai kiadás, az Urotsukidōji brit kiadása sok erőszakos és csápos nemi erőszakos jelenetet eltávolított. A szabályozás alóli kikerülésre használt másik technika a "szexuális érintkezés keresztmetszeti nézete", a közösülés képzeletbeli nézete, amely anatómiai rajzra vagy MRI-re hasonlít , és amely végül a hentai elterjedt kifejezése lett erotikus vonzereje miatt. Ezt a kifejezést a nyugati világ "röntgenképként" ismeri.
Szintén ennek a törvénynek köszönhető, hogy a művészek 1991 előtt a törvény szerint minimális anatómiai részletekkel és szeméremszőrzet nélkül kezdték ábrázolni a szereplőket. A tilalom egy részét feloldották, amikor Nagisa Oshima felülkerekedett a trágárság vádjain a tárgyaláson. filmjéhez Az érzékek birodalmában. Bár nem hajtották végre, a tilalom feloldása nem vonatkozott az animékre és a mangákra, mivel ezek nem minősülnek művészi kivételnek.
Gyakoriak az anyagok megváltoztatása vagy a cenzúra és a művek betiltása. A La Blue Girl amerikai kiadása 16-ról 18 évre módosította a hősnő életkorát, eltávolította a szexjeleneteket egy Nin-nin nevű törpe nindzsával, és eltávolította a japán elmosódó pontokat. A La Blue Girl-t a brit cenzorok határozottan elutasították, és nem voltak hajlandók minősíteni, és megtiltották a terjesztését. 2011-ben a Japán Liberális Demokrata Párt tagjai a lolicon alműfaj betiltását kérték , de nem jártak sikerrel. Az ellene javasolt legutóbbi törvényt 2013. május 27-én terjesztette elő a Liberális Demokrata Párt, az Új Komei Párt és a Japán Helyreállítási Párt , amely pénzbírsággal törvénytelenné tette volna a 18 év alatti személyekről készült szexuális képek birtoklását. 1 millió jen (körülbelül 10 437 USD) és kevesebb mint egy év börtön. A Japán Demokrata Párt több animével és mangával foglalkozó iparági szövetséggel együtt tiltakozott a törvényjavaslat ellen, mondván, hogy "bár nagyra értékelik, hogy a törvénytervezet védi a gyermekeket, a véleménynyilvánítás szabadságát is korlátozza".  A törvényt végül 2014 júniusában fogadták el, miután a lolicon animék és mangák szabályozását eltávolították a törvényjavaslatból. Ez az új törvény 2015-ben lépett teljes mértékben hatályba, és betiltotta a valós gyermekpornográfiát.

## Demográfiai adatok
A Pornhub 2017-es adatai szerint a hentai legtermékenyebb fogyasztói a férfiak. Patrick W. Galbraith és Jessica Bauwens-Sugimoto azonban megjegyzi, hogy a hentai manga "sokszínű olvasóközönséget vonz, amelybe természetesen a nők is beletartoznak". Kathryn Hemmann azt is írja, hogy „az önazonos női otaku [...] készségesen bevallja, hogy élvezi a [hentai] dōjinshit , ha férfi erotikus tekintetet ápol”. Ha a hentai médiumokról van szó, az eroge játékok három kedvelt médiát – a rajzfilmeket, a pornográfiát és a játékot – egyesítik egy élménnyé. A hentai műfaj évről évre bővülő széles közönséget vonz, jobb minőségre és sztorivonalra vágyik, vagy olyan alkotásokra, amelyek a kreatív borítékot nyomják. Nobuhiro Komiya, egy mangacenzor azt állítja, hogy a hentai szokatlan és szélsőséges ábrázolásai nem annyira a perverzióról szólnak, mint inkább a profitorientált iparág példájáról. A normális szexuális helyzeteket ábrázoló animék kevésbé sikeresek a piacon, mint azok, amelyek megszegik a társadalmi normákat, például az iskolai szex vagy a rabság.
Megha Hazuria Gorem klinikai pszichológus szerint "Mivel a tonok egyfajta végső fantázia, meg tudod csinálni az embert úgy, ahogyan szeretnéd. Minden fétis beteljesíthető." Narayan Reddy szexológus megjegyezte az eroge -ról : "Az animátorok azért készítenek új játékokat, mert van rájuk kereslet, és mert olyan dolgokat ábrázolnak, amelyekhez a játékosoknak nincs bátorságuk a való életben, vagy amelyek esetleg illegálisak. A játékok az elfojtott vágy kivezetését jelentik."

## Osztályozás
A hentai műfaj számos alműfajra osztható, amelyek közül a legtágabb a heteroszexuális és homoszexuális cselekményeket foglalja magában. A főként heteroszexuális interakciókat jellemző hentai férfiakra célzott ( ero vagy dansei-muke ) és női ("női képregény") formában egyaránt előfordul. A főként homoszexuális interakciókat jellemző yaoi vagy Boys' Love (férfi–férfi) és yuri (nő–nő) néven ismert . Mind a yaoi , mind kisebb mértékben a yuri általában az ábrázolt személyek ellenkező nemű tagjait célozzák meg. Bár a yaoi és a yuri nem mindig egyértelműek, pornográf történetük és kapcsolatuk megmarad. Yaoi pornográf használata a fanfiction révén erős maradt szöveges formában .  A juri definícióját kezdték felváltani a „leszbikus témájú animáció vagy képregény” tágabb meghatározásai.
A Hentai-t szexuális fétiseken "lakónak" tekintik. Ezek több tucat fétishez és parafíliához kapcsolódó alműfajt foglalnak magukban, amelyeket további kifejezésekkel lehet tovább osztályozni, például heteroszexuális vagy homoszexuális típusokkal.
Sok mű középpontjában a hétköznapi és a lehetetlen ábrázolása áll minden elképzelhető cselekedetben és helyzetben, legyen az bármilyen fantasztikus is. A hentai egyik alműfaja a futanari ( hermafroditizmus ), amely a szeméremtest mellett egy pénisz vagy péniszszerű toldalékkal rendelkező nőt is tartalmaz. A futanari szereplőket gyakran úgy ábrázolják, mint akik más nőkkel szexelnek, de sok más műben szerepel a férfiakkal való szex, vagy – mint az Anális igazságszolgáltatásban – mindkét nemmel. Futanari lehet domináns, alázatos, vagy válthat a két szerep között egyetlen műben.

### Műfajok
| Általános angol kifejezések        | Általános japán kifejezések   | típus          | Leírás |
| ---------------------------------- | ----------------------------- | -------------- | --- |
| Yaoi / shōnen-ai / Fiúk szerelme   | やおい/ボーイズ ラブ/ビーエル | Nem            | Férfi homoszexualitás |
| Yuri / shōjo-ai / Girls' Love      | 百合                          | Nem            | Női homoszexualitás |
| Lolicon                            | ロリコン                      | Nem és életkor | A serdülőkor előtti, serdülő vagy a serdülőkor utáni kiskorú lányok középpontjában, függetlenül attól, hogy heteroszexuálisak (férfi-lány vagy fiú-lány) vagy homoszexuálisak (nő-lány vagy két lány) |
| Shotacon                           | ショタコン                    | Nem és életkor | A serdülőkor előtti, serdülő vagy a serdülőkor utáni kiskorú fiúkra összpontosít, függetlenül attól, hogy heteroszexuálisak (nő-fiú vagy lány-fiú) vagy homoszexuálisak (férfi-fiú vagy két fiú) |
| Bakunyū                            | 爆乳                          |                | A pornográf média műfaja, amely a nagy mellű nők ábrázolására összpontosít. A szó szó szerint lefordítható "robbanó keblekre". A Bakunyū egy alműfaj a hentai anime műfaján belül. |
| Catgirl / nekomimi                 | 猫耳                          |                | Ember nőstények macskajellemzőkkel, például macskafülekkel, macskafarokkal és bajuszokkal |
| Futanari                           | ふたなり                      |                | Olyan nők ábrázolása, akiknek fallikus nemi szervük (pénisz herezacskóval vagy anélkül) és vulva is van |
| Vérfertőzés                        | 近親相姦                      |                | Szexuális tevékenység családtagokkal |
| Netorase / Netorase / Netori       | 寝取られ/ネトラセーゼ/寝取り  |                | A hintázáshoz , hűtlenséghez és/vagy felszarvazáshoz kapcsolódik , rövidítve NTR ; a mazochista izgalom változatai, ha látják vagy tudják, hogy házastársa vagy szeretője szexuális kapcsolatot folytat egy másik személlyel, akár önként, akár nem, világít. "elragadják". A netorare -ban a főszereplő házasságtörő partnere meg akar csalni és/vagy szakítani akar a főszereplővel, hogy a csalóval lehessen. A netorase -ban a főszereplő élvezi, aktívan bátorítja vagy akár készteti a partnert, hogy szexeljen másokkal, gyakran tájékozott tudtával és beleegyezésével. A netoriban a főszereplő csalót talál egy házasságban vagy kapcsolatban, és manipulálja / zsarolja őt partnerétől. |
| Omorashi                           | おもらし/お漏らし             |                | Az urolagnia egyik formája |
| Ryona / Gyaku-ryona / Onna Zako    | リョナ/逆リョナ/女ザコ        |                | A fétis ábrázolása egy áldozat fizikai bántalmazása vagy pszichológiai bántalmazása körül forog; |
| Csáp erotika                       | 触手責め                      |                | Csápos lények és néha szörnyek (kitalált vagy más) ábrázolása nőkkel és ritkábban férfiakkal szexben vagy nemi erőszakban |
| Josō-seme / cross dressing támadás | 女装攻め                      |                | Katoey , keresztező férfi vagy tomgirl ábrázolásai, akik vezető szerepet töltenek be (azaz a " seme ") vagy dominanciát mutatnak egy szexuális partner felett |

## Lásd még
- Erotika és pornográfia portál
- Rajzfilm pornográfia
- Dōjinshi
- E-Hentai
- Hentai anime listája
- Hentai szerzők listája (csoportok, stúdiók, produkciós cégek, körök)
- A hentai mangák listája
- Nijikon
- Panchira
- Egységes fetisizmus
- アダルトアニメ("Felnőtt anime [animáció]")

## További irodalom
- Buckley, Sandra (1991). „ Pingvin in Bondage: Graphic Tale of Japanese Comic Books”, 163–196. o., In Technoculture . C. Penley és A. Ross, szerk. Minneapolis: Minnesotai Egyetem . ISBN 0-8166-1932-8
- McCarthy, Helen és Jonathan Clements (1998). » Videó » Letöltés Kutató Az Erotikus Anime Movie Guide . London: Titán. ISBN 1-85286-946-1